# Graciliini
Graciliini  (лат.) — триба жуков-усачей из подсемейства настоящих усачей, которая насчитывает около 20 родов, распространенных на всех континентах за исключением Австралии и Антарктиды. Наивысшее разнообразие трибы приходится на Вест Индию и Мадагаскар.

## Описание
Жуки небольшого размера. Боковые стороны надкрылий параллельносторонние. Глаза с крупным выемками. Личинки белой окраски.

## Классификация
Представители трибы встречаются во всех биогеографических областях. Она включает 22 рода. В составе трибы:
- род: Acutelinopteridius Breuning & Villiers, 1958
- род: Ambagous Fairmaire, 1896
- род: Araeotis Bates, 1867
- род: Aruama Martins & Napp, 2007
- род: Axinopalpis Dejean, 1835
- род: Caribbomerus Vitali, 2003
- род: Elaphopsis Audinet-Serville, 1834
- род: Gracilia Audinet-Serville, 1834
- род: Hybometopia Ganglbauer, 1889
- род: Hypexilis Horn, 1885
- род: Lianema Fall, 1907
- род: Linopodius Fairmaire, 1896
- род: Linopteridius Fairmaire, 1896
- род: Linopteropsis Breuning & Villiers, 1958
- род: Longelinopodius Breuning & Villiers, 1958
- род: Lucasianus Pic, 1891
- род: Parommidion Martins, 1974
- род: Perigracilia Linsley, 1942
- род: Tricholinopteridius Breuning & Villiers, 1958
- род: Vesperella Dayrem, 1933